# Cao Yu
Cao Yu (chineză: 曹禺; n. 24 septembrie 1910 - d. 13 decembrie 1996) a fost un dramaturg chinez, considerat în China cel mai important din secolul al XX-lea.

## Opera
- 1933: Furtuna (雷雨 "Leiyu");
- 1936: Aurora (日出 "Richu");
- 1940: Omul din Pekin (北京人 "Beijing ren");
- 1942: Familia ("Jia");
- 1945: Podul (橋 / 桥 "Qiao");
- 1961: Curaj și sabie (膽劍篇 / 胆剑篇 "Dan jian pian");
- 1979: Wang Zhaojun (王昭君).